# QV60
QV60 és la tomba de Nebettaui, la filla i Gran Esposa Reial de Ramsès II, pertanyent a la dinastia XIX. Està situada a la Vall de les Reines, a la ribera occidental del Nil, a Egipte.
Champollion i Lepsius van fer referència a aquesta tomba, que posteriorment va ser excavada per Ernesto Schiaparelli, director del Museu Egipci de Torí.
Lepsius la va descriure breument, classificant-la amb el número 6 de la seva llista.

## Descripció
La tomba està composta per un vestíbul, una càmera lateral i una cambra funerària. Al mur esquerre de la primera càmera hi ha representats 41 jutges, cadascun amb una ploma al cap. Nebettaui apareix oferint una estàtua de Maat a una figura asseguda, el tocat de la qual està coronat amb dues plomes. A la segona cambra Nebettaui es mostra davant Horus i exhibeix els seus títols més importants: L'Osiris, Filla del rei, Gran Esposa Reial, Senyora de les Dues Terres i Senyora de l'Alt i Baix Egipte.
En una de les escenes, Nebettaui llueix un tocat especial: una corona de voltor amb uraeus, coronada per un mode que sosté diverses flors. Aquest tocat específic va representar únicament les reines Nebettaui, Isis Ta-Hemdjert (tomba QV51, de l'època de Ramsès III-Ramsès IV), i la reina Tyti (tomba QV52, de la dinastia XX). Una versió anterior d'aquesta corona va ser usada per la princesa-reina Sitamón, la filla i esposa d'Amenofis III. Per tant, podria ser una referència a la seva similar posició (encara que la unió amb germanes o mig germanes era comuna entre els faraons, només Amenhotep III, Akenatón i Ramsès II van prendre també filles com a esposes).
La tomba va ser transformada en una capella cristiana durant el període copte.